# حسين صبري باشا
حسين صبري باشا كان محافظ الإسكندرية من عام 1925 حتى 1937، وكان شقيق الملكة نازلي وخال الملك فاروق.

## سيرة ذاتية
كان والده عبدالرحيم صبري باشا محافظ القاهرة ووزير الزراعة، وأمه توفيقة شريف هانم ابنة محمد شريف باشا.
شغل حسين صبري باشا منصب محافظ الإسكندرية من 18 مارس 1925 حتى 10 يونية 1937. وكان الرئيس الثاني للاتحاد المصري لكرة القدم من عام 1928 حتى عام 1937. وخلال هذه الفترة، شارك المنتخب المصري لكرة القدم في كأس العالم بإيطاليا عام 1934، وفي أولمبياد برلين بألمانيا عام 1936. وكان الرئيس الثالث للنادي الأولمبي المصري بالإسكندرية (1930-1936). وضم مجموعة من اللاعبين المتميزين للانضمام إلى النادي، وتمكنوا من الحصول على كأس فاروق (كأس مصر) مرتين عام 1933-1934. كما أصبح رئيسًا لنادي الإسكندرية الرياضي من عام 1952 حتى عام 1955.
زوجته هي شهيرة عباس الدرملي، وابنتهما نازلي حسين تزوجت من عمر بك شيرين، ابن عم إسماعيل شيرين.
أثناء إحدى زيارات حسين صبري لأخته الملكة نازلي، أخبرته أنها تخشى التأثير السيئ من الحاشية المحيطة بابنها فاروق، وأنهم قد يجعلونه ضد حزب الوفد. طلبت نازلي من شقيقها الذي كان له علاقات مع قادة حزب الوفد أن يخبرهم نيابة عنها أن يعتنوا بفاروق ويبعدوا عنه رجال الحاشية. وأخبر حسين صبري صديقه عبد الحميد البنان بطلب شقيقته. وبعد ذلك نقل عبد الحميد البنان الرسالة لأحمد ماهر ومصطفى النحاس باشا، إلا أن حزب الوفد لم يستجب لطلب الملكة نازلي ولم يقم بأي تغيير.